# Hr.Ms. O 2 (1911)
De Hr.Ms. O 2 was een Nederlandse onderzeeboot van de O 2-klasse. Tijdens een test in 1911 werd de O 2 met behulp van een hijskraan tot een diepte van 40 meter afgezonken. Tijdens deze test vertoonde de boot geen sporen van lekkage en voldeed daarmee dus ruim aan de contracteis van een duikdiepte van 25 meter. Tijdens de Eerste Wereldoorlog was de O 2 gestationeerd in Vlissingen.
Op 26 februari 1919 om 21:15 in de haven van IJmuiden kwam de O 2 in botsing met de vissersboot Sch 219. Als gevolg van deze botsing zonken beide schepen. De Sch 219 werd op het moment van de botsing gesleept door de sleepboot Gloria. De kapitein van de Gloria werd na onderzoek schuldig bevonden aan het ongeluk. De belangrijkste reden waarom hij schuldig werd bevonden was dat de Gloria alleen het toplicht voerde. Ook had de schipper het ongeluk waarschijnlijk kunnen voorkomen door de Sch 219 los te koppelen en met de Gloria door te varen.
Na uitdienstname in 1930 werd de O 2 nog twee tot drie jaar gebruikt als trainingsboot, waarna de boot werd gesloopt.